# Краснодарский краевой театр кукол
Краснодарский краевой театр кукол — театр в Краснодаре, расположенный по адресу ул. Красная, 31.

## История
Точная дата рождения театра не установлена. Считается, что начало детскому театру положил спектакль для детей «Летающий сундук», состоявшийся 18 июня 1920 года. В архивных документах сведения о нем как о профессиональном творческом коллективе: о «Краснодарском разъездном колхозно-совхозном кукольном театре» появились в апреле 1939 года.
Первым руководителем был С. Пилипенко. Своего здания у театра не было. Театр получил стационарное помещение с залом на 325 мест в 1961 году при главном режиссере Сергее Александровиче Федоровиче.
С 1963 года главным режиссером становится Александр Александрович Кирилловский. При Кирилловском и директоре В. Смирнове закладывается в 1967 году новое здание по адресу ул. Красная, 31, а в 1972-м театр кукол отмечает новоселье.
Знаменитый главный режиссер первым на Кубани осуществил постановку спектакля для взрослых – «Потоп отменяется» по «Божественной комедии» И. Штока. Кроме этого, для профессионального роста и пополнения труппы создается при театре актерская студия.
В разные периоды пост главного режиссера занимал Анатолий Тучков. Директор Василий Григорьевич Васильев первым озвучил мысль о проведении в Краснодаре международного фестиваля кукольников. Воплотить эту идею удалось его преемникам — директору Владимиру Дмитриевичу Прасолу и главному режиссеру Николаю Васильевичу Бойко. В 1997 году в театре впервые прошел Международный фестиваль театров кукол стран СНГ «Арт-Визит». Театр также выезжает на гастроли в Германию и завоевывает Гран-при на Всемирном фестивале театров кукол в Праге.
В 1999 году театр отметил 60-летний юбилей. В репертуаре – более 30 спектаклей. На краевом фестивале «Кубань театральная» спектакль «Черная курица» (по А. Погорельскому) получил специальный приз «За верность традициям и стилевое единство».
В ноябре 2004 года коллектив возглавил режиссер, заслуженный деятель искусств Кубани Константин Мохов.
С июня 2005 года директором театра становится заслуженный работник культуры Кубани Таир Рагимов. В это время проведен капитальный ремонт здания.
В 2014 году театру исполнилось 75 лет. В этом году коллектив принимал участие во II Международном празднике-фестивале «Лялькі над Нёманом» («Куклы над Неманом»), Гродно (Республика Беларусь). Краснодарский краевой театр кукол представил на конкурсную программу фестиваля премьерный спектакль «Улыбка зимней ночи» по сказкам Е. Клюева. Театр получил приглашение на еще один Международный фестиваль и хорошие отзывы прессы.
Театр много раз становился лауреатом и призёром регионального фестиваля имени М.А. Куликовского «Кубань театральная». По итогам XIII фестиваля «Кубань театральная – 2012» краевой театр кукол получил сразу три награды за спектакль «Зимняя сказка»:
- премию «За лучшую работу режиссёра театра кукол»;
- премию «За лучшую сценографию и оформление спектакля»;
- премию «За лучшую женскую роль второго плана».

75-й сезон театр открыл 21 сентября премьерным спектаклем «Тростниковая шапка» по пьесе Ю. Сидорова и И. Уваровой. Эта работа завоевала главный приз («Лучший режиссёр-постановщик») XIV регионального фестиваля.
На XV юбилейном театральном фестивале «Кубань театральная – 2016» приз «За лучшую работу постановщика (режиссёра)» получил спектакль «Соловей и Император».
Театр также стал обладателем и высшей актёрской премии фестиваля – премии главы администрации Краснодарского края имени Михаила Алексеевича Куликовского.
Театр работает и на взрослого зрителя. В репертуарной афише театра с 2012 года есть необычный спектакль «Игры сновидений». В 2017 году театром выпускается вторая работа для взрослой аудитории — сценическая версия одного из самых загадочных романов В. Набокова «Король, дама, валет».
Театр принял участие в театральных выставках, посвященных Году театра и состоявшихся в Краснодарском государственном историко-археологическом музее-заповеднике имени Е. Д. Фелицына, Художественном музее имени Ф.А. Коваленко, библиотеках имени братьев Игнатовых, имени И. Вараввы, имени А. Пушкина. Начал работу проект «Растем с театром вместе», в театре постоянно проводятся мастер-классы.
Театр проводит мероприятия разного уровня и направленности. Это интерактивные программы, посвященные памятным и знаменательным датам, традиционные новогодние представления, Масленица, познавательные конкурсы и викторины для детей. С целью обеспечения безопасности на дорогах для юных зрителей осуществлена постановка спектакля «В стране дорожных знаков». Впервые в репертуаре Краснодарского краевого театра кукол появилась уникальная постановка, адресованная как обычным юным зрителям, так и детям с ограниченными возможностями по слуху. В новом кукольном спектакле «Поиграем в Красную Шапочку» используются элементы сурдоперевода.
Приоритетными направлениями деятельности театра является участие во всероссийских акциях «Театральная бессонница», «Ночь искусств», «Ночь музеев», а также в федеральных проектах «Культура для школьников» и «Пушкинская карта». В последний не только включены все спектакли репертуара, но и создаются специальные творческие программы для популяризации искусства театра кукол среди молодежи.
Серьезная ставка делается на взрослого зрителя. В репертуарной афише театра с 2022 года появляется спектакль «Дон Кихот». Выпуск еще одной постановки для возрастной аудитории старше 16-ти лет- сценическая версия одноименной пьесы «Каменный гость» из цикла «Маленькие трагедии» А.С. Пушкина.
В ноябре 2022 года ГБУК «Краснодарский краевой театр кукол» при поддержке министерства культуры Краснодарского края организовал и провел 1-й Открытый фестиваль театров кукол «Патриот». В нем принимали участие семь профессиональных коллективов России. Фестиваль приобрел широкую огласку в театральном сообществе, привлек внимание к сохранению памяти воинских подвигов, героическому наследию нашей страны и получил высокую оценку от зрителей разных поколений. В тематике постановок были представлены сюжеты о героях древней Руси, о событиях и победе страны в Великой Отечественной войне 1941-1945 г., а также спектакли о православной вере. с 1 по 5 ноября 2023 года прошел 2-й Открытый фестиваль театров кукол "Патриот".
Имея множество наград, настоящее признание публики, театр не останавливается на достигнутом и постоянно совершенствует свое мастерство, радуя зрителей своими новыми работами…

## Руководство
С октября 2020 года на должность  художественного руководителя, главного режиссера  назначен Лемберский Дмитрий Евгеньевич. В его творческом активе постановки в различных жанрах и работа в театрах и кино. Любимая фраза: «Театр кукол — это волшебство! Кукла может всё, о чем мечтает человек!»
16 декабря 2020 года на основании приказа министерства культуры Краснодарского края № 169-л на должность генерального директора назначена Калашникова Алина Александровна.

## Актеры
Многие годы творческой жизни отдали театру актеры А. Кремнева, Н. Мотова, В. Трифонов, А. Боровичев, В. Волошин, В. Орлов, О. Мазур, Р. Гилязетдинов, С. Трегубов, В. Мильнер, Р. Шамуилов и др. Заслуженная артистка России В. Головушкина до сих пор радует публику своим искусством. Валентина Ивановна много лет является гордостью театра, на ее творчестве воспитано не одно поколение зрителей.
- Головушкина Валентина Ивановна — артист (кукловод), ведущий мастер сцены, заслуженная артистка России
- Боровичева Елена Александровна — артист (кукловод), ведущий мастер сцены, заслуженная артистка Кубани
- Лобузенко Виталий Анатольевич — артист (кукловод), ведущий мастер сцены, заслуженный артист Кубани
- Бахур Демид Николаевич — артист (кукловод), ведущий мастер сцены
- Голубь Наталья Дмитриевна — артист (кукловод), ведущий мастер сцены
- Закирова Аделя Рамилевна — артист (кукловод) первой категории
- Золотарь Владимир Антонович — артист (кукловод) первой категории
- Иванов Александр Евгеньевич  — артист (кукловод) высшей категории
- Карновская Вера Вадимовна — артист (кукловод) высшей категории
- Лапаева Софья Дмитриевна — артист (кукловод) первой категории
- Лысякова Дарья Петровна — артист (кукловод) высшей категории
- Недашковская Анна Васильевна  — артист (кукловод) высшей категории
- Суманеев Евгений Анатольевич — артист (кукловод), ведущий мастер сцены
- Старикова Наталья Владимировна — артист (кукловод), ведущий мастер сцены, заслуженная артистка Кубани
- Подвойская Валерия Вячеславовна — артист (кукловод) первой категории
- Романычев Павел Николаевич — артист (кукловод), ведущий мастер сцены, заслуженный артист Кубани
- Куча Александр Сергеевич — артист (кукловод) высшей категории
- Кузнецова Дарья  Алексеевна — артист (кукловод) высшей категории
- Часовских Дмитрий Николаевич — артист (кукловод), ведущий мастер сцены.